# وادي شيشين
وادي شيشين : أحد وديان العراق يقع في غرب جنوب مدينة تكريت في محافظة صلاح الدين وسط العراق، وهو أحد الأودية التي تخترق مدينة تكريت وتمتد داخل الهضبة الغربية، مياه الأمطار المتجمعة في الوادي تصب في نهر دجلة .